# Grupo de Forcados Amadores Académicos de Elvas
O Grupo de Forcados Amadores Académicos de Elvas é um grupo de forcados sedeado na cidade de Elvas, no Alto Alentejo. O Grupo foi fundado a 3 de Junho de 2000.

## História
O Grupo teve origem num conjunto de amigos residentes na zona de Elvas. O novo Académicos foi escolhido devido a todos os 11 elementos fundadores serem estudantes.   
A estreia do Grupo decorreu na Praça de Toiros da Terrugem, no concelho de Elvas, a 3 de Junho de 2000. O novo Grupo, sob o comando do Cabo fundador Ivan Nabeiro, pegou 4 novilhos das ganadarias Goes e Brito Limpo.
A inauguração do Coliseu de Elvas foi determinante para a actividade do Grupo, pois antes as corridas eram realizadas em praças temporárias. Os Académicos de Elvas pegaram um toiro de Lopo Carvalho na gala inaugural a 28 de Setembro de 2006 e participaram depois na primeira corrida completa que se seguiu.
O Grupo debutou no Campo Pequeno a 10 de Julho de 2008, na X Corrida TVI.
Durante a sua história o Grupo fez digressões em Espanha, França e Venezuela.
O actual Cabo Luís Machado assumiu o comando do Grupo em 17 de Setembro de 2016, após a despedida das arenas do anterior Cabo António Caldeira Patrício durante a tradicional corrida da Feira de São Mateus.

## Cabos
1. Ivan Nabeiro (2000–2011)
2. António Caldeira Patrício (2011–2016)
3. Luís Machado (2016–presente)